# Nisqually rezervátum
A Nisqually rezervátum az USA Washington államának Thurston megyéjében elhelyezkedő indián rezervátum.
A rezervátum az 1854-es Medicine-pataki egyezménnyel jött létre.

## Népesség
A rezervátum népességének változása:
| Lakosok száma | 588  | 575  | 668  |
|               | 2000 | 2010 | 2020 |

## Fordítás
- Ez a szócikk részben vagy egészben  a   Nisqually Reservation című angol Wikipédia-szócikk ezen változatának fordításán alapul.  Az eredeti cikk szerkesztőit annak laptörténete sorolja fel. Ez a jelzés csupán a megfogalmazás eredetét és a szerzői jogokat jelzi, nem szolgál a cikkben szereplő információk forrásmegjelöléseként.